# هرم زاوية العريان الشمالي غير المكتمل
هرم زاوية العريان الشمالي غير المكتمل، ويُعرف أيضاً باسم هرم باكا وهرم بكيريس، هو مصطلح يستخدمه علماء الآثار وعلماء المصريات لوصف الممر الكبير والذي هو جزء من هرم غير مكتمل البناء في زاوية العريان بمصر. يُؤرخ الباحثون هذا الهرم في الفترة نهاية الأسرة الثالثة إلى وسط فترة حكم الأسرة الرابعة (2613-2494 ق.م) في فترة مملكة مصر القديمة. لا يُعرف صاحب الهرم على وجه الدقة، يعتقد معظم علماء المصريات، مثل: ميروسلاف فيرنر، أن الملك معروف باسمه الإغريقي بيكيريس، ربما من الاسم العربي باكا، على عكس ولفجانج هيلك وعلماء المصريات الآخرون حيث يشككون بهذه الفرضية.

## تاريخ البحث
وَضع عالم المصريات الألماني كارل ريتشارد ليبسيس أول وصف للأثر في الفترة ما بين 1842 و1846، وقام بدراسة الممر الرئيسي وما يحيط به وسجَّل الهرم في قائمته الرائدة باسم الهرم الثالث عشر.
قام عالم الآثار الإيطالي أليساندرو بارسانتي بدراسة وفحص ممر الهرم بصورة أدق في عامي 1904-1905، وقام جاستون ماسبيرو، الذي أصبح فيما بعد المدير العام للمجلس الأعلى للآثار بمصر، بزيارة أعمال التنقيب الخاصة بالعالم بارسانتي ودُهِشَ بالحجم الهائل للبناء، وكتب:
«… أتمنى أن الأكثر معرفةً بين السائحين سيأتي للإعجاب بالأثر: فالمتعة التي سيختبرونها أثناء هذه الرحلة تستحق الساعتين أو الثلاث ساعات التي ستستغرقها. في أول الأمر لن تظهر لهم ضخامة وعظمة العمل الذي قام به المصريون، ولكن في نهاية السلم عندما يسيرون فوق الأرضية المرصوفة بصخور الجرانيت عندها ستصبح العظمة واضحة. ليس لأنه يوجد شئ محدد استثنائي أو خارج عن العادة لكن الشعور العام واحد من المشاعر التي لا يمكن للمرء أن ينساها. حجم ووفرة الخامات، إتقان القص والوصل، الزخرفة المنقطعة النظير للتابوت الجرانيتي، جرأة البناء والارتفاع العمودي للحوائط، يتجمع كل ذلك ليشكل هذا الكيان الفريد. إنها صدمة رائعة وملهمة ولا يوجد مكان تظهر به قوة وبراعة المعماريين المصريين بهذه القوة والمفاجأة كما هي هنا».
تولى العالم بارسانتي المزيد من العمل في الموقع عامي 1911-1912 لكن تسببت الحرب العاللمية الأولى في توقف كل أعمال التنقيب وتُوفي بارسانتي عام 1917. كنتيجة لذلك لم يحدث أي شئ بالموقع حتى عام 1954 عندما اُختير الموقع لتصوير الفيلم الملحمي «أرض الفراعنة». فلقد بدا منظر زاوية العريان المكان المثالي وتم اختيار هرم باكا كخلفية للفيلم. بناءً على ذلك تمت إزالة الرمال والحصى من الممر والمناطق المحيط به والتي كانت تملأ المنطقة منذ تنقيب العالم بارسانتي.
يقع هرم باكا ضمن منطقة عسكرية محظورة منذ عام 1964. نتيجةً لذلك لا يسمح بأي أعمال تنقيب، كما تم بناء سكنات عسكرية فوق المقبرة المحيطة بالهرم، وأُسيء استخدام الممركمكب نفايات محلي. لذلك فإن حالة الممر الآن غير محددة ومن المحتمل جداً أنها كارثية.

## الوصف

### الموقع
يقع هرم باكا في المنطقة الشمالية بزاوية العريان، قرابة 8 كيلومتر (5.0 ميل) جنوب غرب الجيزا، في الركن الشمالي الشرقي للمنطقة العسكرية المحظورة.

### البنية الفوقية

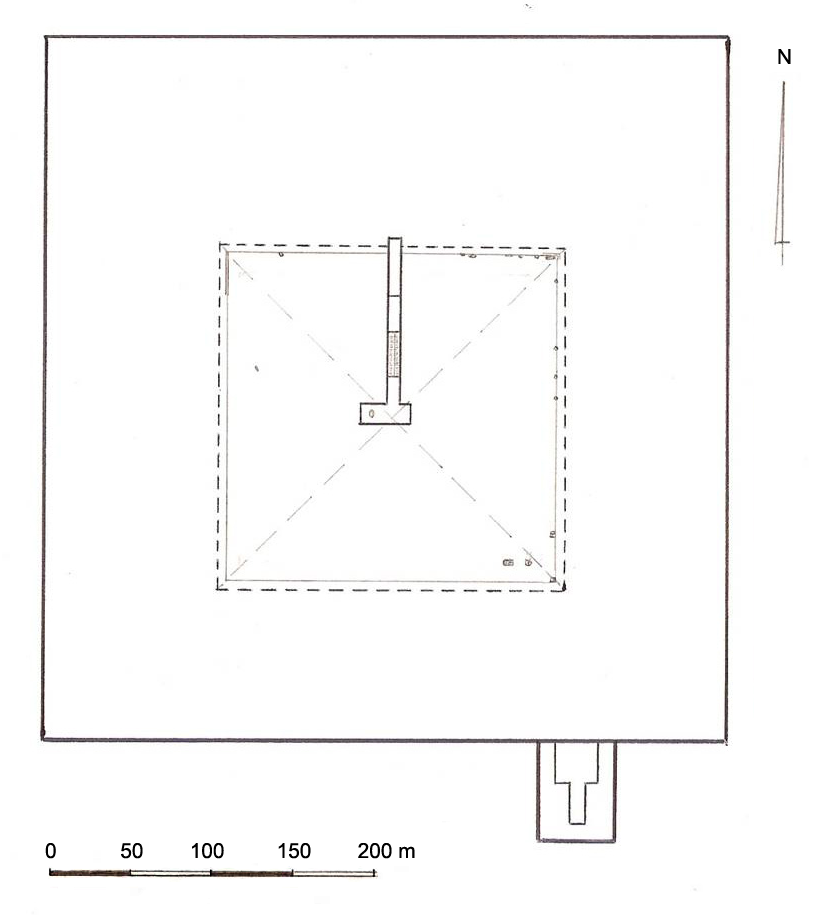
رسم تخطيطي لمجمع هرم باكا.

لا يُعرف شئ عن البنية الفوقية للهرم حيث أنه في الواقع لم يُبنى إلا القاعدة المربعة فقط والتي بُنيت أساساتها طبيعياً ومقاساتها 200 متر*200 متر (660قدم*660قدم) وتظهر آثار لأساسات محيطة بها محفوظة للغطاء الجيري. لا يمكن تقدير الحجم أو الميل الذي كان مُخططاً للهرم؛ حيث أنه لم يتم العثور على أي قوالب تغطية أو قمم هرمية كما أن أساسات الهرم كانت دائماً أكبر من قاعدة الهرم نفسه؛ لذلك لا يمكن استبعاد أن الحجم المُخطط للهرم من المحتمل أن يكون أصغر بصورة ملحوظة.

### البنية التحتية

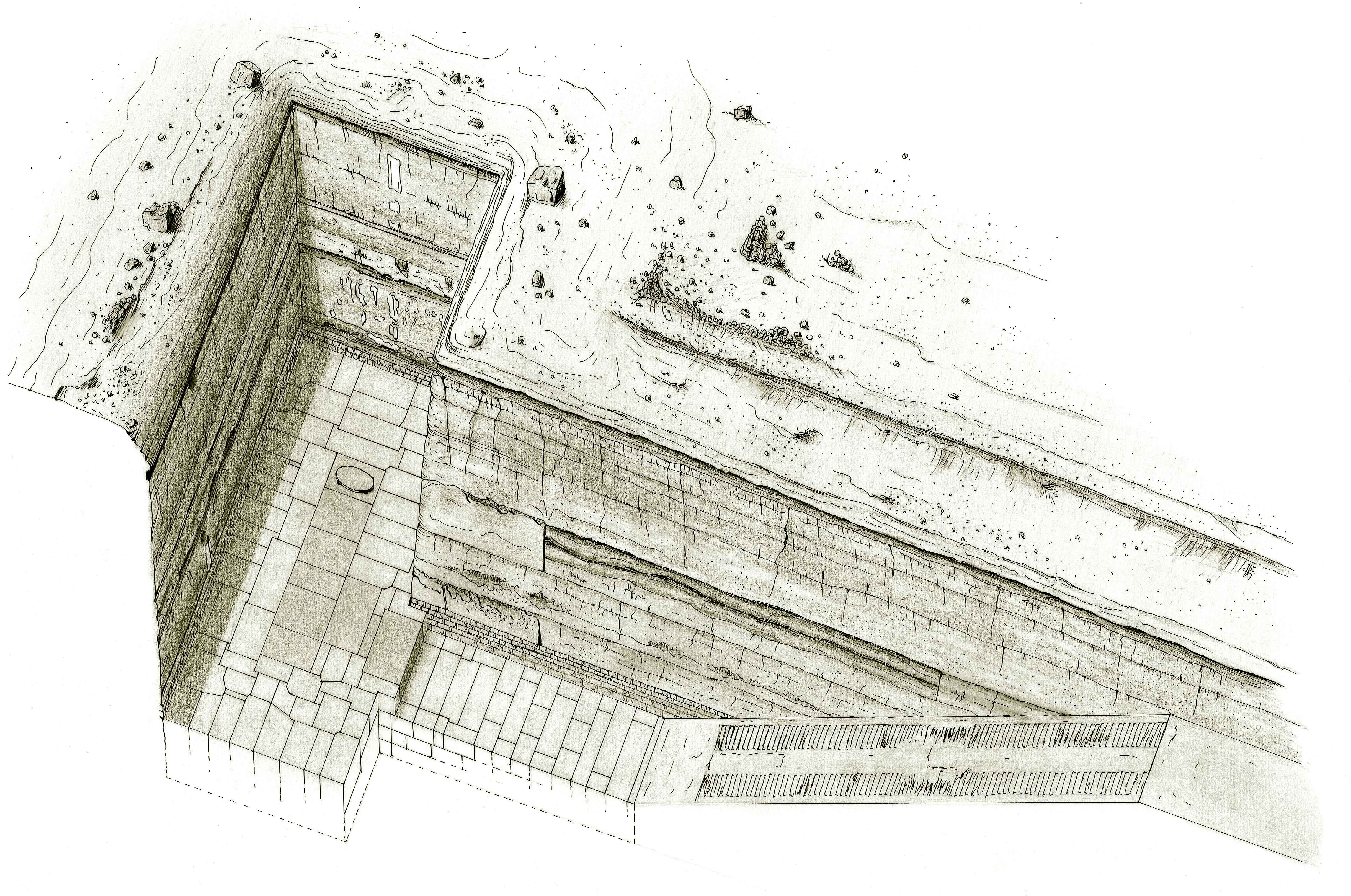
دهليز المقبرة لهرم باكا

تتكون البنية التحتية من ممر دفن على شكل حرف (T)، والذي يتواجد الدهليز الخاص به على محور من الجنوب للشمال وحجرة الدفن على محور من الشرق للغرب. لا يوجد أي بقايا لسقف الممر ومن الممكن أنه لم يكن له سقف من البداية. يوجد سلم شديد الميل يقود إلى حجرة الدفن. في منتصف السلم يُوجد منطقة أفقية السطح يُجهل الغرض منها. تتميز جدران الممر بالنعومة والصقل ولكنها لم تُغطى بالحجارة أبداً ولم يتم إكمال بناء حجرة الدفن. تم إنهاء الأرضية فقط وتمت تغطيتها بحجارة جرانيتية ضخمة كل واحدة منها 4.5 متر (15 قدم) طول و2.5 متر (8.2 قدم) عرض وتزن حتى 9 أطنان. أُكتشِف تابوت حجري غير عادي بالقرب من الجانب الغربي للحجرة، له شكل بيضاوي ومُثبت بأحد القطع الصخرية التي تكون أرضية الغرفة، ويبدو أن التابوت نُقل إلى الحجرة أثناء بناء الأساسات؛ حيث أنه ضخم جدا ولا يمكن نقله في الدهليز المؤدي إلى الحجرة. أبعاد التابوت هي 3.15 متر (10.3 قدم) طول، و2.22 متر (7.3 قدم) عرض و 1.5 متر (4.9 قدم) عمق. وُجد الغطاء البيضاوي في موقعه مما يدل على أن التابوت وُجِدَ مغلقاً. وفقاً للعالم «بارسانتي» فقد وُجِدت بقايا مدفونة داخل التابوت، ولكن للأسف لم يتم فحصها بصورة أكثر دقة واليوم هي مفقوده. بالإضافة إلى ذلك، يَدَّعِى بارسانتي أنه وجد لوح إهداء مدون عليه اسم الملك دجيدف رع.

### تركيب الهرم
يتشابه نظام تركيب الهرم كثيراً مع ذلك الخاص بهرم دجيدف رع، حيث يتكون من سور أبعاده 465متر*420متر (1،526قدم*1،378قدم) والذي كان من المفترض أن يكون داخله معبد الدفن، لكن بما أن بناء الطبقة الأولى من الهرم لم يبدأ فإن التراكيب المحيطة أيضاً تُرِكت غير مكتملة ولا توجد أي آثار لمعبد دفن، أو ممر، أو معبد وادي، أو أي مباني دينية أخرى.

## التأريخ

### الأسرة الحاكمة
مازال الجدل مستمراً بين علماء المصريات والمؤرخين فيما يخص تأريخ هرم باكا. فهم يشيرون إلى النقوش والزخارف المكتوبة بالحبر الأسود والأحمر والتي تتواجد على جدران حجرة الدفن والسلم، حيث قام العالم أليساندرو بارسنتي بتسجيل 67 عبارة على أقل تقدير. العبارات عبارة عن تسجيل لأسماء العمال بالإضافة إلى اسم الهرم المخطط (سيبا كا) والتي تعني «نجمة الملك كا». طاقم العمل الأكثر ذكراً في النقوش –وذلك يعني أنه الطاقم القائد أثناء أعمال البناء- كان وير-اف-سيبا-كا والذي يعني «عظيم مثل نجم الملك كا». يُظهر النقش رقم 35 الاسم نيفيركا-نيفير (تعني «جَمِيلَهُ كا خالي من الأخطاء»)، ولكنه لا يحتوى على أي إشارة لأشخاص معلومين من الأسرة الرابعة. كما يشير النقشان رقم 15 ورقم 52 إلى اسم ملكي مثير للاهتمام: نيبكارا «لورد أوف زي كا أوف رعlord of the Ka of Ra». مازال الأمر مجهولاً ما إن كان هذا بالفعل اسم ملك مجهول أم اسم أمير. يذكر النقش رقم 55 اسم ذهبي: نيب هيدجت-نوب والذي يعني«ملك التاج الذهبي». يقترح بعض علماء المصريات أن هذا إما الاسم الحورسي للملك حوني أو الاسم الذهبي للملك نيباكا. وهذا قد يقتضي أن الهرم قد بُنيَ في آخر عهد الأسرة الثالثة وليس الرابعة.
```
===اسم الملك===
```

المشكلة الرئيسية هي القراءة الصحيحة للاسم الذي وُجد في ستة نقوش مرسومة. العلامة الهيروغليفية السُفلى فهي بالتأكيد رمز «كا» بينما الرمز الأول لا يُمكن قراءته. للأسف لم يحتفظ المستشكف أليساندرو بارسانتي بصورة طبق الأصل للنقوش ولكنه بدلاً من ذلك قام بوضع رسومات رثَّة غير واضحة لذلك فإن البقايا الهيروغليفية الأُولى لايُمكن فك شيفرتها. نتيجةً لذلك يوجد العديد من القراءات البديلة للاسم: قراءة كيرت سيث هي نيباكا («كا هو السيد»)، قراءة جون فيليب لور بيك-كا («كا هو الرب»)، قراءة بيتر كابلوني سكينا-كا («كا جبار»)، قراءة جاستون ماسبيرو نيفير-كا («كا جميل\كامل»). ومن صعوبة قراءة الاسم اقترح ولفهارت ويستندورف أنه رسم لزرافة والتي كان يُعتقد أنها حيوان حكيم ولها قدرات طبية سحرية. 
بدلاً من ذلك يعتقد جورجين فون بيكيريث وجورج رينر أن الهرم كان الغرض منه مقبرة لأمير موثوق منه في الأسرة الرابعة يُدعى باكا ابن الملك دجيديفر. افترض بيكيريث أن باكا عندما اعتلى العرش قام بتغيير اسمه إلى باكاري («روح رع») ولكنه تُوفيَّ ولم يترك خلفه إلا مقبرة غير مكتملة. لذلك قام بيكيريث ورينر بقراءة الاسم الغامض في زاوية العريان على أنه با-كا. لكن أيدن دودسن وجد صورة الحيوان سيث ولذلك فإنه يقرأ الاسم الموجود بالهرم على أنه سيث-كا. كما أنه يعتقد أن الغرض من الهرم كان مقبرة للأمير سيتكا ابن آخر للملك دجيديفري. لكن دودسن يشكك بهذه القراءة «باكا» متعجباً من عدم احتواء الاسم الموجود بزاوية العريان على علامة الشمس الهيروغليفية على الرغم من أنه اسم موجَّه لإله الشمس. على أي حال فإن كلتا النظريتين -إن ثَبُتت صحتهما- فإنهما يرجعان هرم باكا بشكل قاطع إلى الأسرة الرابعة. دعماً لهذا التأريخ أشار كل من بيكيريث ورينر ودودسن إلى أن الخصائص المعمارية لممر الدفن خاصةً استخدام القوالب الجرانيتية للقواعد بمثل هذه الأحجام والتي لم تُستخدم قبل فترة حكم الملك خوفو. بالإضافة إلى ذلك ما ذكره بارسانتي أنه يوجد بقايا لتوابيت بيضاوية مشابهة في بقايا هرم ديجيدفرع. علاوة على ذلك أشار فون بيكيريث ورينر ودودسن إلى لوح الإهداء لدجيديفري والتي يزعم أن بارسانتي وجدها بالقرب من السلم في هرم باكا كدليل على أنه الهرم يعود لعصر الأسرة الرابعة.
يُنكر كل من كيرت سيث ونبيل سويلم وولفجانج هيلك الفرضيات السابقة ويؤرخون ممر الدفن لنهاية عصر الأسرة الثالثة. حيث يوضحون أنه بصفة عامة استخدام الجرانيت المقصوص كغطاء للأرضيات في المقابر الملكية كان تقليدياً منذ عهد الملك خع سخموي آخر فراعنة الأسرة الثانية. علاوةً على ذلك فإن عادة بناء مقابر على هيئة ممرات أسفل الهرم كانت معتادة في الأسرة الثالثة وليس الرابعة. كما أن انتظام تركيب الهرم على محور من الجنوب للشمال كان أيضاً شائعاً في عهد الأسرة الثالثة. بالإضافة إلى ذلك فإن هيلك وإيبرهارد أوتو يوضحان أن تشابه التصميم بين هرم باكا وهرم دجيدفرى قد يكون لافتاً للنظر لكن تصميم هرم دجيدفرى كان شاذاً عن تصاميم الأسرة الرابعة، ولذلك فإن استخدام تصميم هرم دجيدفرى كمرجع لا يمكن أن يثبت أن الهرم يعود لعهد الأسرة الرابعة. في النهاية فإن علماء المصريات يشككون بتقدير بارسانتي فيما يخص حجم قاعدة الهرم. فهم يعتقدون أن الهرم لم يكن بهذا الحجم الذي قدَّره بارسانتي وليبسيس. كما يشككون بأنه تم العثور على لوح الإهداء لأنه لم يعلن عنه قط.